# 발터 P22

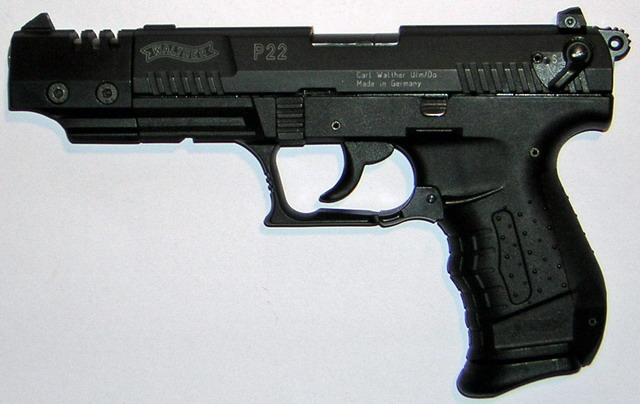
발터 P22

발터 P22(독일어: Walther P22)는 독일의 총기 제작사 발터에서 생산하는 반자동 권총이다. .22 LR 탄을 사용한다.
22구경 탄의 위력이 약하기 때문에 주로 쥐, 다람쥐, 토끼와 같은 작은 동물 사냥이나 레크리에이션 용으로 사용된다.
조승희가 버지니아 공대 총기 난사 사건에서 사용했다.